# Niamana (Odienné)
Pour les articles homonymes, voir Niamana.
Niamana est une localité du nord de la Côte d'Ivoire et appartenant au département d'Odienné, dans la Région du Denguélé. La localité de Niamana est un chef-lieu de commune.